# Procypha
Procypha là một chi bướm đêm thuộc họ Geometridae.